# Malicorne (гурт)
«Malicorne» — французька фолк-рок та прогресив-рокова група, заснована у вересні 1973 року Габріелем та Марі Якубами. Гурт був названий на честь містечка Малікорн-сюр-Сарт на північному заході Франції, відомого завдяки місцевому фарфоро-фаянсовому виробництву.
Група процвітала в 1970-х роках, тричі розпадалася в 1980-х, відродилась на початку 2010-х і виступала до серпня 2017 року, після чого розпалась остаточно.

## Історія
Кілька перших альбомів групи називалися просто «Malicorne», і відтоді прийнято позначати їх за номерами, навіть якщо на обкладинці диска номер не вказано.
Дебютний альбом «Malicorne I» (1974) був записаний Якубами, Лораном Веркамбром і Юго де Курсоном.
Концептуальний альбом «L'Extraordinaire tour de France d'Adélard Rousseau» (1978), що розповідає про подорожі Францією гільдії ремісників, продемонстрував більш експериментальне звучання групи, як і наступний альбом «Le Bestiaire» (1979). У цей період чисельність учасників групи зросла до 7 осіб, до складу входив навіть Браян Гулланд з англійської групи «Gryphon». Комерційний успіх штовхав групу в сторону поп-музики, в результаті альбом «Balançoire En Feu» (1981) став розчаруванням для багатьох симпатиків гурту. Після видання альбому «Les Cathédrales de L'Industrie» (1986) і прощального туру 1987—1988 років група остаточно розпалася.
У 2011 році засновники Габріель і Марі Якуби відроджують проєкт під назвою «Gabriel et Marie de Malicorne» з оновленим складом учасників. Група виступала протягом 5 років з липня 2012 до останнього концерту в серпні 2017 року, після чого розпалась остаточно.

## Дискографія

### Як Габріель і Марі Якуб
- «Pierre de Grenoble» (1973)

### Студійні альбоми
- «Malicorne 1» (a.k.a. «Colin») (1974)
- «Malicorne 2» (a.k.a. «Le Mariage anglais») (1975)
- «Almanach» (1976)
- «Malicorne 4» (a.k.a. «Nous sommes chanteurs de sornettes») (1977)
- «L'Extraordinaire tour de France d'Adélard Rousseau» (1978)
- «Le Bestiaire» (1979)
- «Balançoire En Feu» (1981)
- «Les Cathédrales de L'Industrie» (1986)

### Концертні альбоми
- «En Public» (1979)
- «Concert exceptionnel aux Francofolies de la Rochelle» (2011)

### Збірки
- «Quintessence» (1978) (компіляція 1974—1977)
- «Légende (Deuxième Époque) [1978-1981]» (1989) (компіляція 1978—1981)
- «Vox» (1996) (компіляція пісень а капела)
- «Marie de Malicorne» (2005) (компіляція пісень у виконанні Марі Сове)

### Сингли
- 1975: «Martin» (1975) (3:05) / «Ronde (Instrumental)» (1974) (1:49)
- 1975: «J'ai vu le Loup, le Renard et la Belette» (1975) (2:27) / «Marions les Roses» (1975) (3:28)
- 1975: «Marions les Roses (version courte spécial radio)» (1975) (2.57) / «J'ai vu le Loup, le Renard et la Belette» (1975) (2.27)
- 1976: «La Jambe Me Fait Mal (Noël est arrivé)» (1976) (2.00) / «Quand Je Menai Mes Chevaux Boire» (1976) (3.45)
- 1976: «La Fille au Cresson» (1976) (3:35) / «Branle de la haie» (1976) (2:05)) (Hexagone 882 007)
- 1978: «La Fille Au Cresson» («La Chica De Berro») (1976) (3:37) / «Quand Je Menais Mes Chevaux Boire» («Cuando Llevaba Mis Caballos A Beber») (1976) (4:36)
- 1978: «À Paris la grande Ville» (1978) / «La danse des damnés» (1978)
- 1986: «Dormeur (version radio 3'50)» (1986) (3:50) / «Dormeur (version album 4'42)» (1986) (4:42)
- 1986: «Big Science (1.2.3.)» (1986) / «Sorcier» (1986)
- 1996: «Marions les Roses (remix 1996)» (3:16) / «Marions les Roses» (1975) (3:30)
- 2015: «Les Cendres de Jeanne» (2015) / «Ghjuvanna» (2015)